# Trần Xuân Hòa (chính khách)
Trần Xuân Hòa (sinh ngày 23 tháng 5 năm 1954) là một doanh nhân nhà nước và chính trị gia người Việt Nam. Ông từng là đại biểu Quốc hội Việt Nam khóa 13 nhiệm kì 2011-2016, thuộc đoàn đại biểu Quốc hội tỉnh Quảng Ninh, Bí thư Đảng ủy, Chủ tịch Hội đồng thành viên Tập đoàn Công nghiệp Than - Khoáng sản Việt Nam.

## Xuất thân
Trần Xuân Hòa quê quán ở xã Nghĩa Thắng, huyện Tư Nghĩa, tỉnh Quảng Ngãi.
Ông hiện cư trú ở phường Giáp Bát, quận Hoàng Mai, Hà Nội.

## Giáo dục
- Tiến sỹ kinh tế mỏ
- Cao cấp lí luận chính trị

## Sự nghiệp
Ông gia nhập Đảng Cộng sản Việt Nam vào ngày 24/02/1980.
Ngày 22 tháng 5 năm 2011, ông trúng cử đại biểu Quốc hội Việt Nam khóa 13 nhiệm kì 2011-2016 ở đơn vị bầu cử số 1 tỉnh Quảng Ninh gồm TP Hạ Long, thị xã Cẩm Phả và TP Uông Bí với số phiếu hợp lệ chiếm 70,75%.
Ông từng là Bí thư Đảng ủy, Chủ tịch Hội đồng thành viên tập đoàn Công nghiệp Than - Khoáng sản Việt Nam.